# Opheodrys
Opheodrys – rodzaj węży z podrodziny Colubrinae w rodzinie połozowatych (Colubridae).

## Zasięg występowania
Rodzaj obejmuje gatunki występujące w Kanadzie, Stanach Zjednoczonych i Meksyku. 

## Systematyka

### Etymologia
- Opheodrys: gr. οφις ophis, οφεως opheōs „wąż”[7]; δρυς drus, δρυος druos „drzewo”, zwłaszcza „dąb”[8].
- Cyclophis: gr. κυκλος kuklos „okrąg”[9]; οφις ophis, οφεως opheōs „wąż”[7]. Gatunek typowy: Coluber aestivus Linnaeus, 1766.
- Phyllophilophis: gr. φυλλον phullon „liść”[10]; φιλος philos „miłośnik”[11]; οφις ophis, οφεως opheōs „wąż”[7]. Gatunek typowy: Coluber aestivus Linnaeus, 1766.
- Liochlorophis: gr. λειος leios „smukły”; χλωρος khlōros „zielony”; οφις ophis, οφεως opheōs „wąż”[5]. Gatunek typowy: Coluber vemalis Harlan, 1827.

### Podział systematyczny
Do rodzaju należą następujące gatunki: 
- Opheodrys aestivus – wąż trawny
- Opheodrys vernalis